# 三氟甲磺酸铥
三氟甲磺酸铥是一种无机化合物，化学式为Tm(CF3SO3)3。它可由氧化铥和三氟甲磺酸反应制得，从溶液中可以结晶出九水合物。从九水合物晶体占位因子（occupancy factor）的精修得出，每个Tm3+的水合数为8.84(5)。它和石墨化钾在dme中反应，可以得到二价铥的化合物[Tm(CF3SO3)2(dme)2]n。